# Casekow
Casekow est une commune allemande de l'arrondissement d'Uckermark, Land de Brandebourg.

## Géographie
Casekow se situe sur la Randow qui le sépare de Gramzow. Au nord se situe Penkun dans le Land de Mecklembourg-Poméranie-Occidentale.
La commune comprend les quartiers de Biesendahlshof, Blumberg, Casekow, Luckow-Petershagen, Wartin et Woltersdorf.
| Randowtal | Penkun  | Tantow                   |
| Gramzow   | Casekow | Hohenselchow-Groß Pinnow |
| Zichow    | Passow  | Schwedt-sur-Oder         |

La gare de Casekow se trouve sur la ligne de Berlin à Szczecin.

## Histoire
La commune actuelle est formée le 31 décembre 2002 à la suite de la fusion avec les communes de Blumberg, Casekow, Luckow-Petershagen, Wartin et Woltersdorf. Le 26 octobre 2003, Biesendahlshof fusionne avec Casekow.
Casekow est mentionné pour la première fois en 1310 sous le nom de Kosekow. Le village se développe avec l'ouverture de la ligne de Berlin à Szczecin en 1860.

## Personnalités liées à la commune
- Alexander von der Osten (1839–1898), homme politique
- Cläre Lotto (1893–1952), danseuse et actrice
- Jürgen Bogs (né en 1947), entraîneur de football né à Casekow.